# Sparasion cephalotes
Sparasion cephalotes är en stekelart som beskrevs av Pierre André Latreille 1802. Enligt Catalogue of Life ingår Sparasion cephalotes i släktet Sparasion och familjen Scelionidae, men enligt Dyntaxa är tillhörigheten istället släktet Sparasion och familjen gallmyggesteklar. Arten är reproducerande i Sverige. Inga underarter finns listade i Catalogue of Life.